# Putifar
Segons el llibre del Gènesi, Putifar (en antic egipci p-di-p-r i en hebreu פּוֹטִיפַר Pôtîpār) va ser l'home que va comprar el patriarca Josep quan aquest era un esclau, a un mercader ismaelita.
Putifar era un sacerdot, home de confiança del faraó, que vivia a Heliòpolis (antic Egipte) i era el cap de la seva guàrdia personal. Tenia una esposa i una filla, que en algunes versions s'identifica amb Assenat, futura esposa del patriarca Josep.
Un dia va comprar un esclau cananeu de 17 anys a un mercader ismaelita. L'esclau s'anomenava Josep i era molt eficient. A poc a poc, es va anar guanyant la confiança de Putifar fins que aquest el va nomenar majordom i li va confiar l'administració de casa seva i de tots els seus béns.
Josep era un jove ben plantat, que feia goig de veure. Passat un cert temps, la dona de Putifar va tenir desig d'ell i li va proposar que s'allitessin, però Josep s'hi va negar. Ella va insistir algunes vegades més, però Josep sempre s'hi negava, fins que un dia, quan tots els servents eren fora, Josep va entrar a la casa i la dona el va agafar pel mantell i el volia portar al llit. Josep va deixar el man tell a les seves mans i va poder fugir, i ella va aprofitar l'ocasió i va acusar Josep d'haver volgut violar-la. Quan va arribar Putifar i va conèixer la versió de la dona, es va enfurismar. Va fer agafar l'esclau i li va demanar la seva versió dels fets. L'esclau va relatar com l'esposa de Putifar va voler mantenir relacions sexuals amb ell i ell la va refusar. Tot i ser veritat la versió de Josep, Putifar es va creure la seva esposa i va enviar Josep a la presó.
Anys més tard, Josep, que sabia interpretar els somnis, va sortir de la presó i el faraó el va nomenar regent del país. Algunes fonts del judaisme narren que el mateix rei d'Egipte va fer casar Josep amb la filla de Putifar, Assenat, com a disculpa per haver-lo enviat a la presó.

## Putifar a la història
Segons l'historiador belarús Immanuel Velikovsky, Putifar podria ser un oficial del faraó Amenemhet III (que va regnar aproximadament del 1860 aC al 1814 aC) anomenat Ptahwer. Aquest era un militar d'alta graduació; tot i ser un eunuc estava casat però tenia una dona que desitjava molts amants.
Altres estudiosos afirmen que el nom egipci p-di-p-r tenia el significat de «nadiu d'Egipte»i no era un nom de persona.